# Osteoporóza
Osteoporóza je metabolická kostní choroba, která se projevuje řídnutím kostní tkáně. V kostech se vytvářejí póry, dochází k úbytku vápníku a jiných minerálů. Příčinou může být podvýživa, nedostatek pohybu, věk nebo menopauza. Projevuje se bolestmi zad, snadnou lomivostí kostí, zmenšením tělesné výšky, zmenšenou pohyblivostí a vytvořením hrbu (kyfóza).

## Rizikové faktory
- věk – senilní nad 70 let
- podvýživa – nedostatek vápníku a vitamínu D, BMI nižší než 19
- menopauza – tzv. postmenopauzální osteoporóza v důsledku poklesu tvorby ženských hormonů estrogenů[1]
- nedostatek pohybu – při nedostatku pohybu dochází ke zvýšenému odbourávání kostí

## Prevence
- dostatečný příjem vápníku
- dostatečný příjem vitamínu D – zde je třeba upozornit, že účinnost tohoto vitamínu je podmíněna přítomností boru a že tedy bez boru vitamín D nechrání před osteoporózou[2]
- dostatečný příjem vitamínu K
- dostatek pohybu

## Příznaky
- snadná lomivost kostí
- bolesti zad
- zmenšení tělesné výšky – až o 20 cm
- vytvoření hrbu
- zmenšení pohyblivosti hrudního koše a páteře

## Terapie
- pohybová terapie
- vápník – jeho příjem musí být primárně zajištěn, doporučená denní dávka je 1000–1500 mg, z čehož cca 500 mg je pokryto pestrou stravou
- vitamín D – podporuje výstavbu kostí a účinek vápníku, doporučená denní dávka je 10-20 ug
- vitamín K – zvyšuje množství osteokalcinu a současně jej aktivuje. Tím umožňuje přirozené ukládání vápníku do kostí.
- bisfosfonáty – nahrazují kostní hmotu a zaplňují mezery po odbourané kostní tkáni
- kalcitonin – přirozený hormon podílející se na metabolismu kostí, v terapii se používá lososí kalcitonin
- fluor – nahrazuje vápník v kostech, kost pak není odbouratelná
- stroncium – působí zřejmě podobně jako vápník, jeho mechanismus působení však ještě není objasněn
- estrogeny – ženské pohlavní hormony, jejich užíváním po menopauze se kost vrací do premenopauzální podoby